# Thiago Carleto
Thiago Carleto Alves (ur. 24 marca 1989 roku w São Bernardo do Campo) – brazylijski piłkarz grający na pozycji lewego obrońcy w Elche CF.

## Kariera zawodnicza
Thiago Carleto jest wychowankiem Santosu FC. W zespołach juniorskich tego klubu w 2007 roku zdobył mistrzostwo stanu São Paulo w kategorii do lat 20.
W pierwszej drużynie Santosu FC zadebiutował 11 kwietnia 2007 roku w meczu przeciwko Juventusowi São Paulo w rozgrywkach Campeonato Paulista.
25 listopada 2008 roku został piłkarzem Valencii, podpisując kontrakt do 2014 roku.
W rundzie wiosennej sezonu 2008/09 rozegrał w barwach tego klubu tylko jeden mecz, 14 lutego przeciwko Málaga CF,  zmieniając kontuzjowanego Emiliano Morettiego w pierwszej połowie meczu.
20 sierpnia 2009 roku został wypożyczony na sezon 2009/10 do grającego w Segunda División Elche CF.

## Osiągnięcia
- Santos FC
  - Campeonato Paulista U-20 – 2007

## Statystyki
| Klub                                                                                | Sezon   | Liga                          | Liga | Liga | Puchar | Puchar | Rozgrywki międzynarodowe | Rozgrywki międzynarodowe | Rozgrywki międzynarodowe | Rozgrywki regionalne | Rozgrywki regionalne | Rozgrywki regionalne | Razem | Razem |
| Klub                                                                                | Sezon   | Rozgrywki                     | M    | B    | M      | B      | Rozgrywki                | M                        | B                        | Rozgrywki            | M                    | B                    | M     | B     |
| ----------------------------------------------------------------------------------- | ------- | ----------------------------- | ---- | ---- | ------ | ------ | ------------------------ | ------------------------ | ------------------------ | -------------------- | -------------------- | -------------------- | ----- | ----- |
| Santos FC                                                                           | 2007    | Campeonato Brasileiro Série A | 1    | 0    | -      | -      | Copa Libertadores        | 0                        | 0                        | Campeonato Paulista  | 1                    | 0                    | 2     | 0     |
| Santos FC                                                                           | 2008    | Campeonato Brasileiro Série A | 9    | 0    | -      | -      | Copa Libertadores        | 2                        | 0                        | Campeonato Paulista  | 9                    | 0                    | 20    | 0     |
| Valencia CF                                                                         | 2008/09 | Primera División              | 1    | 0    | 0      | 0      | Puchar UEFA              | 0                        | 0                        | -                    | -                    | -                    | 1     | 0     |
| Elche CF                                                                            | 2009/10 | Segunda División              |      |      |        |        | -                        | -                        | -                        | -                    | -                    | -                    |       |       |
| Razem                                                                               | Razem   | Razem                         | 11   | 0    | 0      | 0      |                          | 2                        | 0                        |                      | 10                   | 0                    | 23    | 0     |
| oznaczenia: M - mecze rozegrane; B - strzelone bramki                               |         |                               |      |      |        |        |                          |                          |                          |                      |                      |                      |       |       |
| Statystyki aktualne na dzień 23 sierpnia 2009 Źródła: santos.globo.com ciberche.net |         |                               |      |      |        |        |                          |                          |                          |                      |                      |                      |       |       |